# Różniczka funkcji
Różniczka – w analizie klasycznej wielkość reprezentująca zasadniczą część zmiany danej funkcji względem zmian zmiennej niezależnej, w analizie niestandardowej nieskonczenie mała zmiana danej zmiennej. Różniczkę funkcji {\displaystyle y=f(x)} definiuje się jako wyrażenie postaci
{\displaystyle \mathrm {d} y={\frac {\mathrm {d} y}{\mathrm {d} x}}\,\mathrm {d} x,}
podobnie jak pochodna {\displaystyle {\tfrac {\mathrm {d} y}{\mathrm {d} x}}} reprezentowała iloraz wielkości {\displaystyle \mathrm {d} y} przez wielkość {\displaystyle \mathrm {d} x.} Pisze się również
{\displaystyle \mathrm {d} f(x)=f'(x)\,\mathrm {d} x.}
Dokładne znaczenie tego typu wyrażeń zależy od kontekstu zastosowań i wymaganego poziomu rygoru matematycznego. W analizie klasycznej {\displaystyle \mathrm {d} y} oraz {\displaystyle \mathrm {d} x} są po prostu dodatkowymi rzeczywistymi zmiennymi, na których można działać zgodnie z ich naturą. Dziedzina tych zmiennych może zależeć od konkretnego znaczenia geometrycznego, gdy różniczka postrzegana jest jako pewna forma różniczkowa oraz analitycznego, jeżeli różniczka jest postrzegana jako przybliżenie liniowe przyrostu funkcji. W zastosowaniach fizycznych zmienne {\displaystyle \mathrm {d} x} oraz {\displaystyle \mathrm {d} y} definiuje się jako („infinitezymalne”).

## Historia i wykorzystanie
Różniczka została wprowadzona za pomocą intuicyjnej czy też heurystycznej definicji Gottfrieda Wilhelma Leibniza, który myślał o różniczce {\displaystyle \mathrm {d} y} jako o nieskończenie małej („infinitezymalnej”) zmianie wartości {\displaystyle y} funkcji odpowiadającej nieskończenie małej zmianie {\displaystyle \mathrm {d} x} argumentu {\displaystyle x} funkcji. Z tego powodu szybkość zmiany {\displaystyle y} względem {\displaystyle x} w danej chwili, będąca wartością pochodnej funkcji, jest oznaczana za pomocą ułamka
{\displaystyle {\frac {\mathrm {d} y}{\mathrm {d} x}}.}
Taki sposób zapisu pochodnych nazywa się notacją Leibniza. Iloraz {\displaystyle {\tfrac {\mathrm {d} y}{\mathrm {d} x}}} nie jest oczywiście nieskończenie mały; jest to liczba rzeczywista.
Wykorzystanie infinitezymalnych w tej formie spotkało się z szeroką krytyką, przykładem może być znany pamflet The Analyst autorstwa biskupa Berkeleya. Augustin Louis Cauchy (1823) zdefiniował różniczkę bez odwoływania się do atomizmu infinitezymalnych Leibniza. Odwrócił on mianowicie, naśladując d’Alemberta, logiczny porządek Leibniza i jego następców: to pochodna stała się obiektem podstawowym, określona jako granica ilorazu różnicowego, a różniczki zdefiniował za ich pomocą. Innymi słowy można było zdefiniować różniczkę {\displaystyle \mathrm {d} y} za pomocą wyrażenia
{\displaystyle \mathrm {d} y=f'(x)\,\mathrm {d} x,}
w którym {\displaystyle \mathrm {d} y} i {\displaystyle \mathrm {d} x} są po prostu nowymi zmiennymi przyjmującymi skończone wartości rzeczywiste, a nie stałymi infinitezymalnymi, jakimi były dla Leibniza.
Według Boyera (1959, s. 12) podejście Cauchy’ego stanowiło znaczącą poprawę pod względem logicznym nad podejściem infinitezymalnym Leibniza, ponieważ zamiast korzystać z metafizycznego pojęcia infinitezymalnych można było sensownie manipulować wielkościami {\displaystyle \mathrm {d} y} i {\displaystyle \mathrm {d} x} w dokładnie taki sam sposób jak dowolnymi innymi wielkościami rzeczywistymi. Ogólne podejście Cauchy’ego do różniczek pozostaje standardowym we współczesnej analizie klasycznej, choć ostateczne słowo dotyczące rygoru, w pełni współczesne pojęcie granicy, zostało powiedziane przez Karla Weierstrassa.
W metodach fizycznych, takich jak te stosowane w teorii termodynamiki, nadal przeważa postrzeganie infinitezymalne, gdzie różniczkę jako nieskończenie małą definiuje się precyzyjnie w analizie niestandardowej.
W analizie niestandardowej różniczka to po prostu nieskończenie mała zmiana (liczba hiperrzeczywista).
W obliczu dwudziestowiecznych zdobyczy analizy matematycznej i geometrii różniczkowej stało się jasne, że pojęcie różniczki funkcji można rozszerzyć na wiele sposobów. W analizie rzeczywistej wygodniej jest mieć do czynienia z częścią główną przyrostu funkcji. Prowadzi to do bezpośrednio do pojęcia różniczki funkcji w punkcie jako funkcjonału liniowego przyrostu {\displaystyle \Delta x,} Podejście to umożliwia uogólnienie różniczki (jako przekształcenia liniowego) na wiele innych, bardziej wyszukanych przestrzeni, co ostatecznie prowadzi do pojęć takich jak pochodna Frécheta czy pochodna Gâteaux. Podobnie w geometrii różniczkowej różniczka funkcji w punkcie to funkcja liniowa wektora stycznego („nieskończenie małego przesunięcia”), co wskazuje na nią jako na rodzaj 1-formy: pochodną zewnętrzna funkcji.

## Definicja formalna

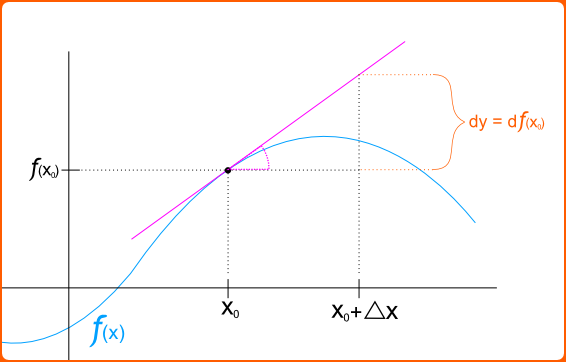
Różniczka funkcji w punkcie

Różniczkę we współczesnym rozumieniu rachunku różniczkowego definiuje się następująco: Różniczką funkcji {\displaystyle f(x)} jednej zmiennej rzeczywistej {\displaystyle x} jest funkcja {\displaystyle \mathrm {d} f} dwóch niezależnych zmiennych rzeczywistych {\displaystyle x} oraz {\displaystyle \Delta x} dana wzorem
{\displaystyle \mathrm {d} f(x,\Delta x){\stackrel {\mathrm {def} }{=}}f'(x)\,\Delta x.}
W zapisie pomija się jeden lub oba argumenty, tzn. można się spotkać z napisami {\displaystyle \mathrm {d} f(x)} lub po prostu {\displaystyle \mathrm {d} f.} Jeśli {\displaystyle y=f(x),} to różniczkę można zapisać także jako {\displaystyle \mathrm {d} y.} Ponieważ {\displaystyle \mathrm {d} x(x,\Delta x)=\Delta x,} to zwyczajowo pisze się {\displaystyle \mathrm {d} x=\Delta x} tak, że spełniona jest równość
{\displaystyle \mathrm {d} f(x)=f'(x)\,\mathrm {d} x.}
Tę notację różniczki stosuje się zwykle, gdy szuka się przybliżenia liniowego funkcji przy dostatecznie małej wartości przyrostu {\displaystyle \Delta x.} Dokładniej, jeśli {\displaystyle f} jest funkcją różniczkowalną w punkcie {\displaystyle x,} to różnica wartości funkcji
{\displaystyle \Delta y{\stackrel {\mathrm {def} }{=}}f(x+\Delta x)-f(x)}
spełnia
{\displaystyle \Delta y=f'(x)\,\Delta x+\varepsilon =\mathrm {d} f(x)+\varepsilon ,}
gdzie błąd {\displaystyle \varepsilon } przybliżenia spełnia {\displaystyle {\tfrac {\varepsilon }{\Delta x}}\to 0} przy {\displaystyle \Delta x\to 0.} Innymi słowy uzyskuje się przybliżoną tożsamość
{\displaystyle \Delta y\approx \mathrm {d} y,}
w której błąd względem {\displaystyle \Delta x} można uczynić tak małym, jak się tego chce przyjmując, iż {\displaystyle \Delta x} jest dostatecznie małe, tzn.
{\displaystyle {\frac {\Delta y-\mathrm {d} y}{\Delta x}}\to 0}
przy {\displaystyle \Delta x\to 0.} Z tego powodu różniczkę funkcji nazywa się częścią główną (liniową) przyrostu funkcji: różniczka jest funkcją liniową przyrostu {\displaystyle \Delta x} i choć błąd {\displaystyle \varepsilon } może nie być liniowy, to dąży on szybko do zera, gdy {\displaystyle \Delta x} dąży do zera.

## Własności
Wiele własności różniczki wynika wprost z odpowiednich własności pochodnej, pochodnej cząstkowej i pochodnej zupełnej; wśród nich:
- liniowość: dla stałych {\displaystyle a} i {\displaystyle b} oraz funkcji różniczkowalnych {\displaystyle f} i {\displaystyle g,}
{\displaystyle \mathrm {d} (af+bg)=a\,\mathrm {d} f+b\,\mathrm {d} g.}
- reguła iloczynu: dla dwóch funkcji różniczkowalnych {\displaystyle f} i {\displaystyle g,}
{\displaystyle \mathrm {d} (fg)=f\,\mathrm {d} g+g\,\mathrm {d} f.}

Działanie {\displaystyle \operatorname {d} } o powyższych dwóch własnościach znane jest w algebrze jako różniczkowanie. Dodatkowo zachodzą różne postaci reguły łańcuchowej, według rosnącego poziomu ogólności:
- Jeśli {\displaystyle y=f(u)} jest funkcją różniczkowalną zmiennej {\displaystyle u,} zaś {\displaystyle u=g(x)} jest funkcją różniczkowalna zmiennej {\displaystyle x,} to
{\displaystyle \mathrm {d} y=f'(u)\,du=f'(g(x))g'(x)\,\mathrm {d} x.}
- Jeżeli {\displaystyle y=f(x_{1},\dots ,x_{n})} i wszystkie zmienne {\displaystyle x_{1},\dots ,x_{n}} zależą od innej zmiennej {\displaystyle t,} to z reguły łańcuchowej dla pochodnych cząstkowych jest
{\displaystyle {\begin{aligned}\mathrm {d} y&={\frac {\mathrm {d} y}{\mathrm {d} t}}\,\mathrm {d} t\\&={\frac {\partial y}{\partial x_{1}}}\mathrm {d} x_{1}+\dots +{\frac {\partial y}{\partial x_{n}}}\,\mathrm {d} x_{n}\\&={\frac {\partial y}{\partial x_{1}}}{\frac {\mathrm {d} x_{1}}{\mathrm {d} t}}\,\mathrm {d} t+\dots +{\frac {\partial y}{\partial x_{n}}}{\frac {\mathrm {d} x_{n}}{\mathrm {d} t}}\,\mathrm {d} t.\end{aligned}}}

Heurystycznie reguła łańcuchowa dla wielu zmiennych może być rozumiana jako obustronne dzielenie obu stron równania przez nieskończenie małą wielkość {\displaystyle \mathrm {d} t.}
- Prawdziwe są ogólniejsze, analogiczne wyrażenia, w których zmienne pośrednie {\displaystyle x_{i}} zależą od więcej niż jednej zmiennej.

## Sformułowanie ogólne
Można przestawić spójne pojęcie różniczki dla funkcji {\displaystyle \mathrm {f} \colon \mathbb {R} ^{n}\to \mathbb {R} ^{m}} między dwoma przestrzeniami euklidesowymi. Niech {\displaystyle \mathrm {x} ,\Delta \mathrm {x} \in \mathbb {R} ^{n}} będą odpowiednio punktem i wektorem euklidesowym. Przyrost funkcji {\displaystyle \mathrm {f} } to
{\displaystyle \Delta \mathrm {f} =\mathrm {f} (\mathrm {x} +\Delta \mathrm {x} )-\mathrm {f} (\mathrm {x} ).}
Jeśli istnieje macierz {\displaystyle \mathbf {A} } typu {\displaystyle m\times n} taka, że
{\displaystyle \Delta \mathrm {f} =\mathbf {A} \Delta \mathrm {x} +\|\Delta \mathrm {x} \|{\boldsymbol {\varepsilon }},}
gdzie wektor {\displaystyle {\boldsymbol {\varepsilon }}\to \mathbf {0} } przy {\displaystyle \Delta \mathrm {x} \to \mathbf {0} ,} to funkcja {\displaystyle \mathrm {f} } jest z definicji różniczkowalna w punkcie {\displaystyle \mathrm {x} .} Macierz {\displaystyle \mathbf {A} } nazywa się często macierzą Jacobiego, a przekształcenie liniowe, które przypisuje przyrostowi {\displaystyle \Delta \mathrm {x} \in \mathbb {R} ^{n}} punkt {\displaystyle \mathbf {A} \Delta \mathrm {x} \in \mathbb {R} ^{m}} jest, w tej sytuacji, nazywane różniczką {\displaystyle \mathrm {d} \mathrm {f} (\mathrm {x} )} funkcji {\displaystyle \mathrm {f} } w punkcie {\displaystyle \mathrm {x} .} Jest to dokładnie pochodna Frécheta; ta sama konstrukcja może być zastosowana dla dowolnej funkcji między przestrzeniami Banacha (a nawet dowolnymi przestrzeniami unormowanymi).
Innym owocnym punktem widzenia jest zdefiniowanie różniczki bezpośrednio jako rodzaju pochodnej kierunkowej,
{\displaystyle \mathrm {d} \mathrm {f} (\mathrm {x} ,\mathbf {h} )=\lim _{t\to 0}{\frac {\mathrm {f} (\mathrm {x} +t\mathbf {h} )-\mathrm {f} (\mathrm {x} )}{t}}={\frac {\operatorname {d} }{\mathrm {d} t}}\mathrm {f} (\mathrm {x} +t\mathbf {h} ){\big |}_{t=0},}
które to podejście pojawiło się podczas definicji różniczek wyższych rzędów (jest to nieomalże definicja podana przez Cauchy’ego). Jeśli {\displaystyle t} reprezentuje czas, zaś {\displaystyle \mathrm {x} } oznacza położenie, to {\displaystyle \mathbf {h} } symbolizuje prędkość, a nie przemieszczenie, za jakie było dotąd uważane. Daje to inną możliwość udoskonalenia pojęcia pochodnej: powinna być to funkcja liniowa prędkości kinematycznej. Zbiór wszystkich prędkości w danym punkcie znany jest jako przestrzeń styczna, a więc {\displaystyle \mathrm {d} \mathrm {f} } daje funkcję liniową w przestrzeń styczną: formę różniczkową. Ta interpretacja różniczki {\displaystyle \mathrm {f} ,} znana jako pochodna zewnętrzna, ma szerokie zastosowania w geometrii różniczkowej, ponieważ pojęcia prędkości i przestrzeni stycznej mają sens w dowolnej rozmaitości różniczkowej. Jeśli dodatkowo wartość {\displaystyle \mathrm {f} } oznacza także położenie (w przestrzeni euklidesowej), to analiza wymiarowa potwierdza, że wartością {\displaystyle \mathrm {d} \mathrm {f} } musi być prędkość. Traktowanie różniczki w ten sposób znane jest jako odwzorowanie styczne (ang. pushforward, pchnięcie; gdyż „pcha” ono prędkości z przestrzeni wyjściowej w prędkości w przestrzeni docelowej).

## Inne podejścia
Choć pojęcie przyrostu infinitezymalnego {\displaystyle \mathrm {d} x} nie jest dobrze określone we współczesnej analizie matematycznej, to istnieje wiele technik definiowania infinitezymalnej różniczki tak, iż różniczka funkcji może być wykorzystywana w sposób, który jest zgodny z notacją Leibniza; wśród nich:
- Określenie różniczki jako rodzaju formy różniczkowej, szczególnie jako pochodnej zewnętrznej funkcji. Przyrosty infinitezymalne utożsamia się wtedy z wektorami przestrzeni stycznej w danym punkcie. Podejście to jest populatne w geometrii różniczkowej i związanych z nią działach, ponieważ łatwo uogólnia się na odwzorowania między rozmaitościami różniczkowymi.
- Różniczki jako elementy nilpotentne pierścieni przemiennych. To podejście jest popularne w geometrii algebraicznej[10] .
- Różniczki w gładkich modelach teorii mnogości. To podejście znane jest jako syntetyczna geometria różniczkowa (ang. synthetic differential geometry) lub gładka analiza nieskończenie małych (ang. smooth infinitesimal analysis) i jest ono związane z podejściem w geometrii algebraicznej z tym, że idee teorii toposów służą ukryciu mechanizmów wprowadzania nieskończenie małych nilpotentnych[11].
- różniczki jako nieskończenie małe w systemach liczb hiperrzeczywistych, które są rozszerzeniami liczb rzeczywistych zawierającymi odwracalne nieskończenie małe i nieskończenie wielkie liczby. Podejście to spotykane jest w analizie niestandardowej, w którym pionierem był Abraham Robinson[12].

## Przykłady i zastosowania
Różniczki można stosować z powodzeniem w analizie numerycznej do badania propagacji błędów eksperymentalnych w obliczeniach, a przez to ogólnej stabilności numerycznej problemu (Courant 1937i). Niech zmienna {\displaystyle x} oznacza rezultat eksperymentu, zaś {\displaystyle y} będzie wynikiem obliczenia numerycznego na {\displaystyle x.} Pytanie brzmi: w jakim stopniu błędy pomiaru {\displaystyle x} wpływają na wynik obliczenia {\displaystyle y?} Jeśli wiadomo o {\displaystyle x,} iż różni się o {\displaystyle \Delta x} od jego prawdziwej wartości, to twierdzenie Taylora daje następujące oszacowanie na błąd {\displaystyle \Delta x} w obliczeniu {\displaystyle y{:}}
{\displaystyle \Delta y=f'(x)\Delta x+{\frac {(\Delta x)^{2}}{2}}f''(\xi ),}
gdzie {\displaystyle \xi =x+\theta \Delta x} dla pewnego {\displaystyle 0<\theta <1.} Jeśli {\displaystyle \Delta x} jest małe, to wyrażenie drugiego rzędu jest zaniedbywalne i w ten sposób {\displaystyle \Delta y,} do zastosowań praktycznych, jest dobrze przybliżane przez {\displaystyle \mathrm {d} y=f(x)\Delta x.}
Różniczki używa się do zapisania równania różniczkowego
{\displaystyle {\frac {\mathrm {d} y}{\mathrm {d} x}}=g(x)}
w postaci
{\displaystyle \mathrm {d} y=g(x)\,\mathrm {d} x,}
w szczególności, jeśli pożądane jest rozdzielenie zmiennych.